# Josep de Navel i d'Erill
Josep de Navel i d'Erill   (Barcelona, segle XVII - 1680) fou un polític català.

## Biografia
Era fill de Jeroni Navel i de Cardona, ciutadà honrat de Barcelona. Participà en la guerra dels Segadors com a capità d'una companyia que lluità contra les tropes de Felip IV. Fou diverses vegades delegat del Consell de Cent i mestre de camp de les forces barcelonines. Feu l'enllaç entre el Consell de Cent i el virrei Joan Josep d'Àustria en 1653-1655, i més tard fou conseller en cap el 1661 i el 1676.
El 1649 Pèire de Marca el feu empresonar en la repressió general contra els suposats desafectes a França. El 1675 acudí amb tropes a socórrer Girona, assetjada per les forces de Lluís XIV.